# Peristeri BC
Peristeri Ateny (gr. Gymnastikos Syllogos Peristeriou KAE) – grecki zawodowy klub koszykarski z siedzibą w podateńskim Peristeri.
Do najbardziej znanych zawodników, którzy przywydziewali barwy tego klubu, należą: Michalis Pelekanos, Milan Gurović, Franko Nakić, Andreas Gliniadakis, Kostas Tsartsaris, Aleksiej Sawrasenko, Marko Jarić, Michael Andersen, Jamie Arnold, Alphonso Ford, Michael Anderson, Gary Grant czy Pete Mickeal.
W tym klubie grało także trzech Polaków – Piotr Szybilski, Cezary Trybański i Adam Wójcik.